# Liste des épisodes de Black Butler

Logo de Black Butler

Cet article est un complément de l’article sur le manga Black Butler (Kuroshitsuji). Il contient la liste intégrale des épisodes de l'adaptation animée (série télévisée, OAV et film) répartie en plusieurs saisons.

## Liste des épisodes
| Saison | Épisodes | Diffusion originale | Diffusion originale | Diffusion originale | Génériques                       | Génériques                                                  |
| Saison | Épisodes | Première diffusion  | Dernière diffusion  | Chaîne              | Début                            | Fin                                                         |
| ------ | -------- | ------------------- | ------------------- | ------------------- | -------------------------------- | ----------------------------------------------------------- |
| 1      | 24       | 3 octobre 2008      | 27 mars 2009        | MBS, TBS, CBC       | Monochrome no Kiss - Sid         | I'm ALIVE! - Becca (épisodes 1-13)                          |
| 1      | 24       | 3 octobre 2008      | 27 mars 2009        | MBS, TBS, CBC       | Monochrome no Kiss - Sid         | Lacrimosa - Kalafina (épisodes 14-24)                       |
| OAV    | 7        | 30 septembre 2009   | 25 mai 2011         | MBS, TBS, CBC       | Monochrome no Kiss - Sid (OAV 1) | Lacrimosa - Kalafina (OAV 1)                                |
| OAV    | 7        | 30 septembre 2009   | 25 mai 2011         | MBS, TBS, CBC       | Shiver - the GazettE (OAV 4)     | Kagayaku sora no shijima ni wa - Kalafina (OAV 7)           |
| 2      | 12       | 2 juillet 2010      | 17 septembre 2010   | MBS, TBS, CBC       | Shiver - the GazettE             | Bird - Yūya Matsushita (épisodes 1-7, 9-11)                 |
| 2      | 12       | 2 juillet 2010      | 17 septembre 2010   | MBS, TBS, CBC       | Shiver - the GazettE             | Kagayaku sora no shijima ni wa - Kalafina ( épisodes 8, 12) |
| 3      | 10       | 11 juillet 2014     | 12 septembre 2014   | MBS, TBS, CBC       | ENAMEL - Sid                     | Aoki Tsuki Michite - Akira                                  |
| OAV    | 2        | October 25, 2014    | November 15, 2014   | —                   | —                                | —                                                           |
| Film   | Film     | January 21, 2017    | January 21, 2017    | —                   | —                                | Glass no Hitomi - Sid                                       |
| 4      | 11       | April 13, 2024      | June 22, 2024       | Tokyo MX            | The Parade of Battlers - otoha   | Atonement - Sid                                             |
| 5      | 13       | April 5, 2025       | June 28, 2025       | Tokyo MX            | MAISIE - Cö shu Nie / HYDE       | WALTZ - RYUGUJO                                             |

|  | Épisodes adaptés (sans couleur d'arrière plan) |
|  |                                                |

|  |  |  |  |  | Épisodes filler (hors manga) |

### Black Butler
Cette première saison adapte globalement les cinq premiers tomes du manga tout en proposant une intrigue originale pour la majorité des épisodes. 

Les épisodes 1 à 3 couvrent une majorité de l'arc Black Butler (tome 1 du manga) avec des scènes originales à l'anime ; les épisodes 4 à 6 couvrent l'arc Red Butler (tomes 2 à 3) ; les épisodes 13 à 15 couvrent une majorité de l'arc Indian Butler (tomes 4 à 5) avec une fin originale à l'anime. Le reste des épisodes proposent une intrigue exclusive à l'anime.
| No  | Titre français                       | Titre japonais   | Titre japonais         | Date de 1re diffusion   |
| No  | Titre français                       | Kanji            | Rōmaji                 | Date de 1re diffusion   |
| --- | ------------------------------------ | ---------------- | ---------------------- | ----------------------- |
| 1   | Le Majordome habile                  | その執事、有能   | Sono Shitsuji, Yūnō    | 2 octobre 2008          |
| 2   | Le Plus fort des Majordomes          | その執事、最強   | Sono Shitsuji, Saikyō  | 9 octobre 2008          |
| 3   | Le Majordome omnipotent              | その執事、万能   | Sono Shitsuji, Bannō   | 16 octobre 2008         |
| 4   | Le Majordome est extravagant         | その執事、酔狂   | Sono Shitsuji, Suikyō  | 23 octobre 2008         |
| 5   | Rencontre avec un Majordome          | その執事、邂逅   | Sono Shitsuji, Kaikō   | 30 octobre 2008         |
| 6   | Le Majordome aux funérailles         | その執事、葬送   | Sono Shitsuji, Sōsō    | 6 novembre 2008         |
| 7   | Le Majordome s'amuse                 | その執事、遊興   | Sono Shitsuji, Yūkyō   | 13 novembre 2008        |
| 8   | Le Majordome dompteur                | その執事、調教   | Sono Shitsuji, Chōkyō  | 20 novembre 2008        |
| 9   | Le Majordome illusionniste           | その執事、幻像   | Sono Shitsuji, Genzō   | 27 novembre 2008        |
| 10  | Le Majordome sur glace               | その執事、氷上   | Sono Shitsuji, Hyōjō   | 4 décembre 2008         |
| 11  | Le Majordome imposteur               | その執事、如何様 | Sono Shitsuji, Ikayō   | 11 décembre 2008        |
| 12  | Le Majordome se sent seul            | その執事、寂寥   | Sono Shitsuji, Sekiryō | 18 décembre 2008        |
| 13  | Le Majordome et les Parasites        | その執事、居候   | Sono Shitsuji, Isōrō   | 25 décembre 2008        |
| 14  | Ce Majordome, quel talent !          | その執事、異能   | Sono Shitsuji, Inō     | 15 janvier 2009         |
| 15  | Majordome contre Majordome           | その執事、競争   | Sono Shitsuji, Kyōsō   | 22 janvier 2009         |
| 16  | Le Majordome et le Château abandonné | その執事、孤城   | Sono Shitsuji, Kojō    | 29 janvier 2009         |
| 17  | Le Majordome touché par la grâce     | その執事、奉納   | Sono Shitsuji, Hōnō    | 5 février 2009          |
| 18  | Le Majordome sur tous les fronts     | その執事、転送   | Sono Shitsuji, Tensō   | 12 février 2009         |
| 19  | Le Majordome emprisonné              | その執事、入牢   | Sono Shitsuji, Nyūrō   | 19 février 2009         |
| 20  | Le Majordome fugitif                 | その執事、脱走   | Sono Shitsuji, Dassō   | 26 février 2009         |
| 21  | Le Majordome recruteur               | その執事、雇傭   | Sono Shitsuji, Koyō    | 5 mars 2009             |
| 22  | Le Majordome se rebiffe              | その執事、解消   | Sono Shitsuji, Kaishō  | 12 mars 2009            |
| 23  | Le Majordome incendiaire             | その執事、炎上   | Sono Shitsuji, Enjō    | 19 mars 2009            |
| 24  | Le Majordome volubile                | その執事、滔滔   | Sono Shitsuji, Tōtō    | 26 mars 2009            |
| OAV | Le Majordome se donne en spectacle   | その執事、興行   | Sono Shitsuji, Kōgyō   | 30 septembre 2009 (DVD) |

### Black Butler II
Cette seconde saison prend place après les évènements de la première et propose un scénario intégralement original. Les nouveaux personnages introduits et exclusifs à cette seconde saison sont cependant désignés par l'auteur du manga, Yana Toboso, elle-même.
| No    | Titre français                         | Titre japonais                       | Titre japonais                | Date de 1re diffusion  |
| No    | Titre français                         | Kanji                                | Rōmaji                        | Date de 1re diffusion  |
| ----- | -------------------------------------- | ------------------------------------ | ----------------------------- | ---------------------- |
| 1     | Le Majordome en noir                   | クロ執事                             | Kuroshitsuji                  | 2 juillet 2010         |
| 2     | Le Majordome solitaire                 | 単執事                               | Soroshitsuji                  | 9 juillet 2010         |
| 3     | Le Majordome et la femme               | 女郎執事                             | Merōshitsuji                  | 16 juillet 2010        |
| 4     | Le Majordome terroriste                | テロ執事                             | Teroshitsuji                  | 23 juillet 2010        |
| 5     | Pas de Majordome sans fumée            | 狼煙執事                             | Noroshitsuji                  | 30 juillet 2010        |
| 6     | Le Majordome de la nuit                | 夜露執事                             | Yoroshitsuji                  | 6 août 2010            |
| 7     | Le Majordome tueur                     | 殺執事                               | Koroshitsuji                  | 13 août 2010           |
| 8     | Le Majordome s'épanche                 | 吐露執事                             | Toroshitsuji                  | 20 août 2010           |
| 9     | Le Majordome faussaire                 | 虚執事                               | Uroshitsuji                   | 27 août 2010           |
| 10    | Le Majordome à néant                   | 零執事                               | Zeroshitsuji                  | 3 septembre 2010       |
| 11    | Le Majordome à la croisée des chemins  | 岐路執事                             | Kiroshitsuji                  | 10 septembre 2010      |
| 12    | Black Butler                           | 黒執事                               | Kuroshitsuji                  | 17 septembre 2010      |
| OAV 1 | Ciel au pays des merveilles (Partie 1) | シエル・イン・ワンダーランド（前編） | Shieru in wandārando (zenpen) | 27 octobre 2010 (DVD)  |
| OAV 2 | Bienvenue au manoir Phantomhive        | ファントムハイヴ家へようこそ         | Fantomuhaivu ie e yōkoso      | 24 novembre 2010 (DVD) |
| OAV 3 | Making of Black Butler 2               | MAKING OF KUROSHITSUJI II            | -                             | 26 janvier 2011 (DVD)  |
| OAV 4 | Ciel au pays des merveilles (Partie 2) | シエル・イン・ワンダーランド（後編） | Shieru in wandārando (kōhen)  | 23 février 2011 (DVD)  |
| OAV 5 | L’histoire de Will le Dieu de la mort  | 死神ウィルの物語                     | Shinigami Wiru no monogatari  | 27 avril 2011 (DVD)    |
| OAV 6 | Les intentions de l’araignée           | 蜘蛛の意図                           | Kumo no ito                   | 25 mai 2011 (DVD)      |

### Black Butler: Book of Circus
À partir de cette saison, l'anime propose un soft-reboot plus fidèle au manga, avec notamment un design retravaillé pour les personnages. Dans cette nouvelle continuité, Book of Circus ne prend donc en considération que les évènements couverts dans les trois premiers arcs du manga (l'arc Black Butler du tome 1, l'arc Red Butler des tomes 2 et 3 et l'arc Indian Butler des tomes 4 et 5) déjà librement adaptés dans les épisodes 1 à 6 ainsi que les épisodes 13 à 15 de la première saison. Toutes les intrigues originales exclusives aux deux premières saisons et aux OAV antérieurs ne sont par conséquent pas canons dans cette nouvelle adaptation.
Cette saison reprend ainsi directement après l'arc Indian Butler (version manga) et adapte l'arc du cirque Noah (tomes 6 à 8 du manga). L'adaptation est par ailleurs complétée par plusieurs scènes originales écrites par Yana Toboso elle-même ou ajoutées à sa demande (dont certaines devant initialement apparaître dans l'œuvre originale).
| No | Titre français                      | Titre japonais             | Titre japonais                       | Date de 1re diffusion |
| No | Titre français                      | Kanji                      | Rōmaji                               | Date de 1re diffusion |
| -- | ----------------------------------- | -------------------------- | ------------------------------------ | --------------------- |
| 1  | Le majordome fait les présentations | その執事, 提示             | Sono Shitsuji, Teiji                 | 11 juillet 2014       |
| 2  | Le majordome sur scène              | その執事, ステージを取っ   | Sono Shitsuji, Sutēji o to~tsu       | 18 juillet 2014       |
| 3  | Le majordome est embauché           | その執事、採用             | Sono Shitsuji, Saiyō                 | 25 juillet 2014       |
| 4  | Le majordome a un collègue          | その執事、同僚             | Sono Shitsuji, Dōryō                 | 1er août 2014         |
| 5  | Le majordome volant                 | その執事、飛翔             | Sono Shitsuji, Hishō                 | 8 août 2014           |
| 6  | Le majordome négocie                | その執事、交渉             | Sono Shitsuji, Kōshō                 | 15 août 2014          |
| 7  | Le majordome cajole                 | その執事、撫養             | Sono Shitsuji, Buyō                  | 22 août 2014          |
| 8  | Le majordome sourit                 | その執事、嘲笑             | Sono Shitsuji, Chōshō                | 29 août 2014          |
| 9  | Le majordome serein                 | その執事、従容             | Sono Shitsuji, Shōyō                 | 5 septembre 2014      |
| 10 | Le majordome s'exécute              | その執事、彼の義務を果たす | Sono Shitsuji, Kare No Gimu o Hatasu | 12 septembre 2014     |

### Black Butler: Book of Murder
Ces deux OAV d'1h chacune prennent place directement après Book of Circus et adaptent l'arc du meurtre au manoir (tomes 9 à 11 du manga). Elles ont été diffusées dans certains cinémas japonais.
| No    | Titre français           | Titre japonais | Titre japonais        | Date de 1re diffusion |
| No    | Titre français           | Kanji          | Rōmaji                | Date de 1re diffusion |
| ----- | ------------------------ | -------------- | --------------------- | --------------------- |
| OAV 1 | Book of Murder, partie 1 | 黒執事         | Book of Murder        | 25 octobre 2014       |
| OAV 2 | Book of Murder, partie 2 | 黒執事         | Book of Murder Part 2 | 15 novembre 2014      |

### Black Butler: Book of the Atlantic
Un film d'animation, faisant suite à Book of Murder et adaptant une majorité de l'arc du Campania (tomes 11 à 14 du manga), est diffusé dans les salles japonaises en 2017.
| No   | Titre français       | Titre japonais | Titre japonais       | Date de 1re diffusion |
| No   | Titre français       | Kanji          | Rōmaji               | Date de 1re diffusion |
| ---- | -------------------- | -------------- | -------------------- | --------------------- |
| Film | Book of the Atlantic | 黒執事         | Book of the Atlantic | 21 janvier 2017       |

### Black Butler: Public School Arc
Cette quatrième saison prend place directement après les évènements de Book of the Atlantic et adapte l'arc Public School (tomes 14 à 18 du manga). À la suite du changement de studio et de la mort de Minako Shiba (la designeuse des précédentes saisons), le design des personnages ainsi que l'ensemble de la direction artistique sont complètement renouvelés par rapport aux adaptations animées antérieures à partir de cette saison et est plus en phase avec le style des volumes plus récents du manga.
| No | Titre français                 | Titre japonais | Titre japonais        | Date de 1re diffusion |
| No | Titre français                 | Kanji          | Rōmaji                | Date de 1re diffusion |
| -- | ------------------------------ | -------------- | --------------------- | --------------------- |
| 1  | Le majordome va à l'école      | その執事、登校 | Sono Shitsuji, Tōkō   | 13 avril 2024         |
| 2  | Le majordome se déguise        | その執事、偽装 | Sono Shitsuji, Gisō   | 20 avril 2024         |
| 3  | Le majordome complote          | その執事、策謀 | Sono Shitsuji, Sakubō | 27 avril 2024         |
| 4  | Le majordome est de connivence | その執事、談合 | Sono Shitsuji, Dangō  | 4 mai 2024            |
| 5  | Le majordome fait son entrée   | その執事、入場 | Sono Shitsuji, Nyūjō  | 11 mai 2024           |
| 6  | Le majordome manœuvre          | その執事、策動 | Sono Shitsuji, Sakudō | 18 mai 2024           |
| 7  | Le majordome est en finale     | その執事、決勝 | Sono Shitsuji, Kesshō | 25 mai 2024           |
| 8  | Le majordome met le verrou     | その執事、施錠 | Sono Shitsuji, Yushō  | 1er juin 2024         |
| 9  | Le majordome rit aux éclats    | その執事、朗笑 | Sono Shitsuji, Rōshō  | 8 juin 2024           |
| 10 | Le majordome donne son accord  | その執事、賛同 | Sono Shitsuji, Sandō  | 15 juin 2024          |
| 11 | Le majordome glisse            | その執事、滑走 | Sono Shitsuji, Kassō  | 22 juin 2024          |

### Black Butler: Emerald Witch Arc
Cette cinquième saison adapte l'arc Emerald Witch (tomes 18 à 22 du manga). 
| No | Titre français                        | Titre japonais | Titre japonais          | Date de 1re diffusion |
| No | Titre français                        | Kanji          | Rōmaji                  | Date de 1re diffusion |
| -- | ------------------------------------- | -------------- | ----------------------- | --------------------- |
| 1  | Le majordome enquête                  | その執事、探訪 | Sono Shitsuji, Tanbō    | 5 avril 2025          |
| 2  | Le majordome sonne le tocsin          | その執事、警鐘 | Sono Shitsuji, Keishō   | 12 avril 2025         |
| 3  | Le majordome est de service           | その執事、出向 | Sono Shitsuji, Shukkō   | 19 avril 2025         |
| 4  | Le majordome apporte des changements  | その執事、奉公 | Sono Shitsuji, Hōkō     | 26 avril 2025         |
| 5  | Le majordome descend                  | その執事、下降 | Sono Shitsuji, Kakō     | 3 mai 2025            |
| 6  | Le majordome désespère                | その執事、失望 | Sono Shitsuji, Shitsubō | 10 mai 2025           |
| 7  | Le majordome encourage                | その執事、勧奨 | Sono Shitsuji, Kanshō   | 17 mai 2025           |
| 8  | Le majordome furieux                  | その執事、狂暴 | Sono Shitsuji, Kyōbō    | 24 mai 2025           |
| 9  | Le majordome à la croisée des chemins | その執事、遭逢 | Sono Shitsuji, Sōhō     | 31 mai 2025           |
| 10 | Le majordome fait le ménage           | その執事、掃討 | Sono Shitsuji, Sōtō     | 7 juin 2025           |
| 11 | Le majordome ne sait pas tout         | その執事、不詳 | Sono Shitsuji, Fushō    | 14 juin 2025          |
| 12 | Le majordome en visite                | その執事、尋訪 | Sono Shitsuji, Jinbō    | 21 juin 2025          |
| 13 | Le majordome sous l'eau               | その執事、潜航 | Sono Shitsuji, Senkō    | 28 juin 2025          |

## Articles connexes

Logo original du manga.

### Épisodes français
1. 1 2 3 4 5 6 7 8  Saison 1 - Épisodes 1 à 8, Kana Home Video
2. 1 2 3 4 5 6 7 8  Saison 1 - Épisodes 9 à 16, Kana Home Video
3. 1 2 3 4 5 6 7 8 9  Saison 1 - Épisodes 17 à 25, Kana Home Video
4. 1 2 3 4 5 6 7 8  Saison 2 - Épisodes 1 à 8, Kana Home Video
5. 1 2 3 4 5 6 7 8 9 10  Saison 2 - Épisodes 9 à 16, Kana Home Video